# Vay
Vay é uma comuna francesa na região administrativa da Pays de la Loire, no departamento de Loire-Atlantique. Estende-se por uma área de 36,13 km². Em 2010 a comuna tinha 2 062 habitantes (densidade: 57,1 hab./km²).